# Spannwerk (Getriebe)

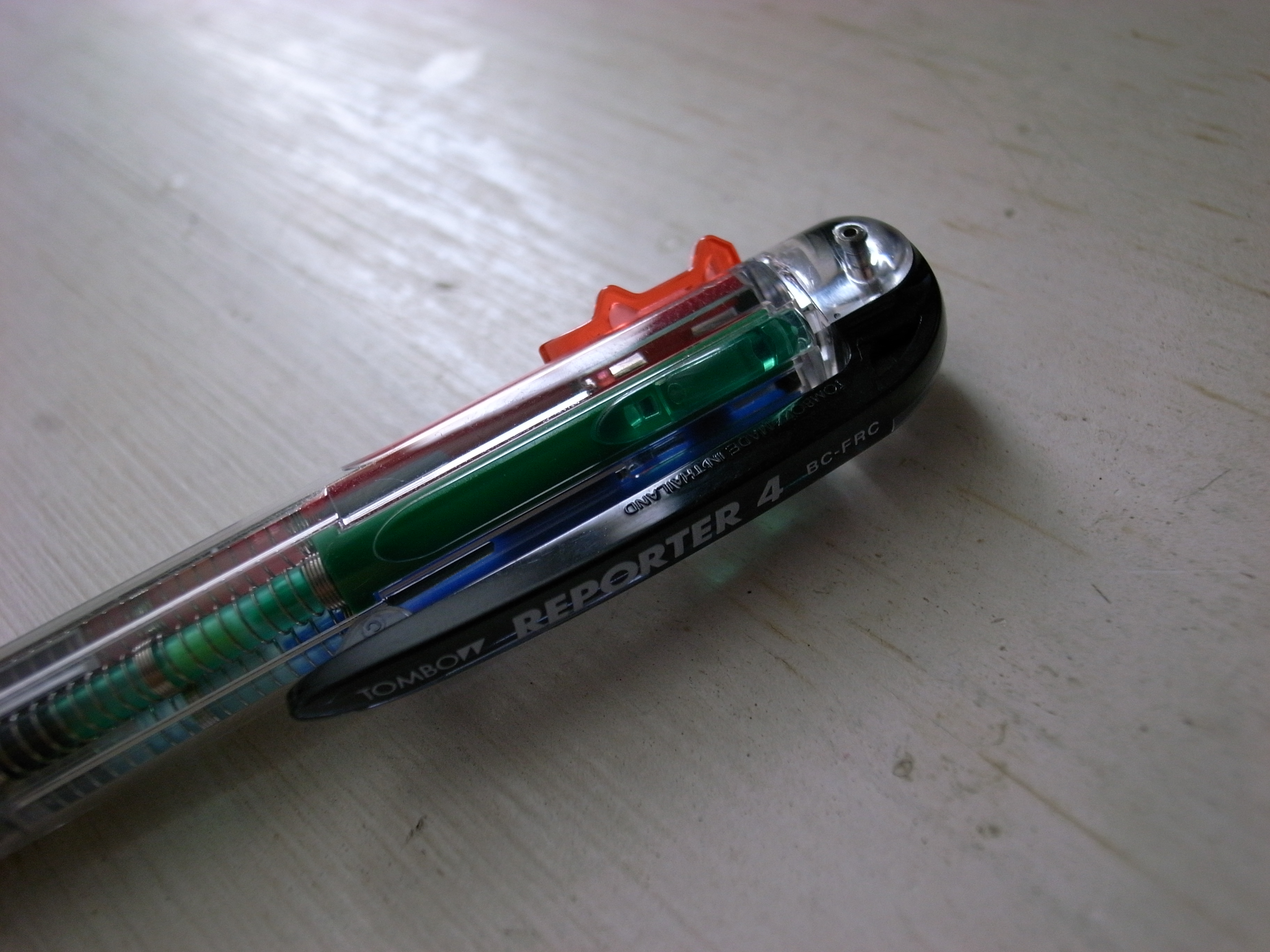
Mehrfarben-Kugelschreiber mit Löseknöpfen
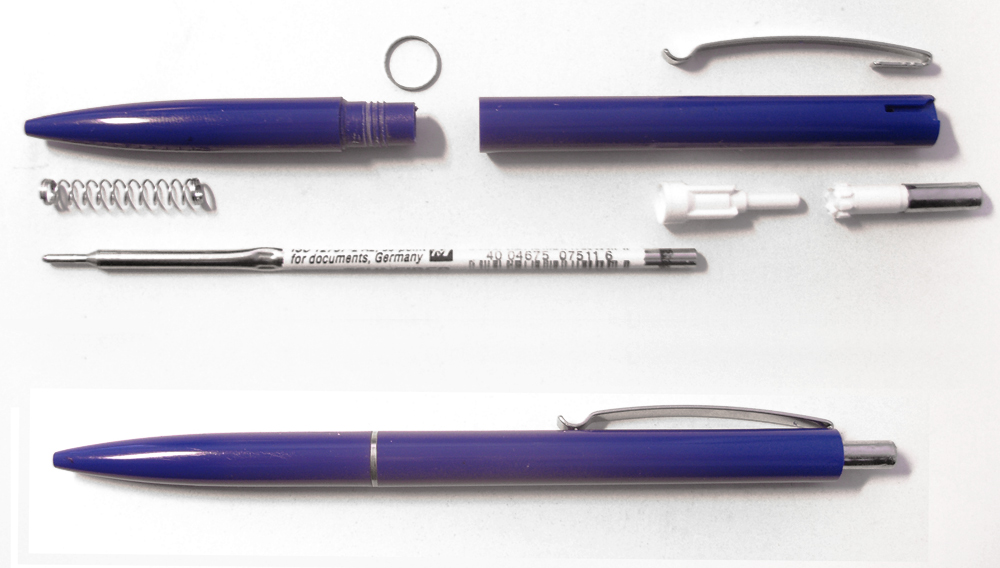
Kugelschreiber mit Zweifunktionen-Druckknopf
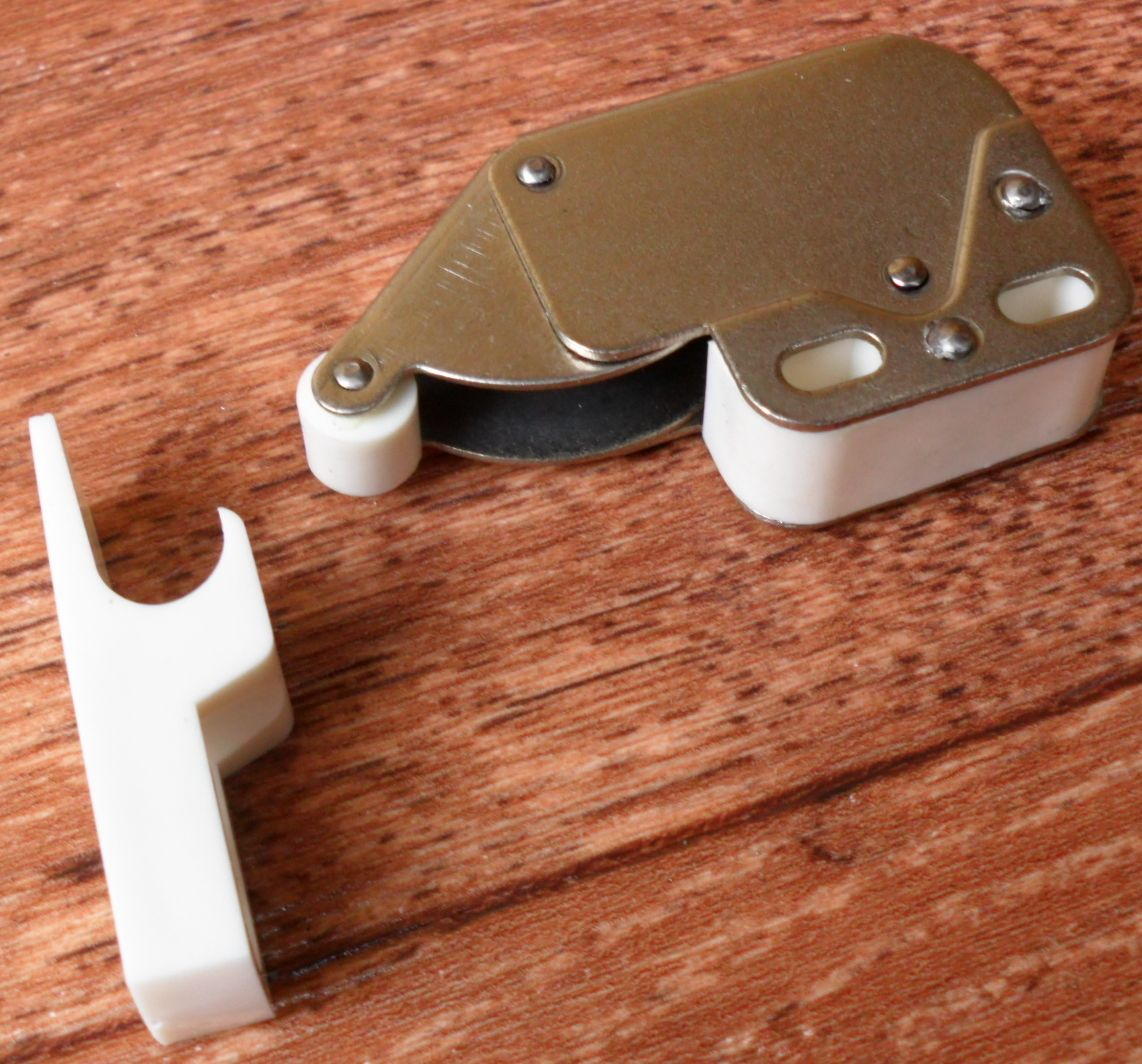
Druckschnapper für Möbeltüren
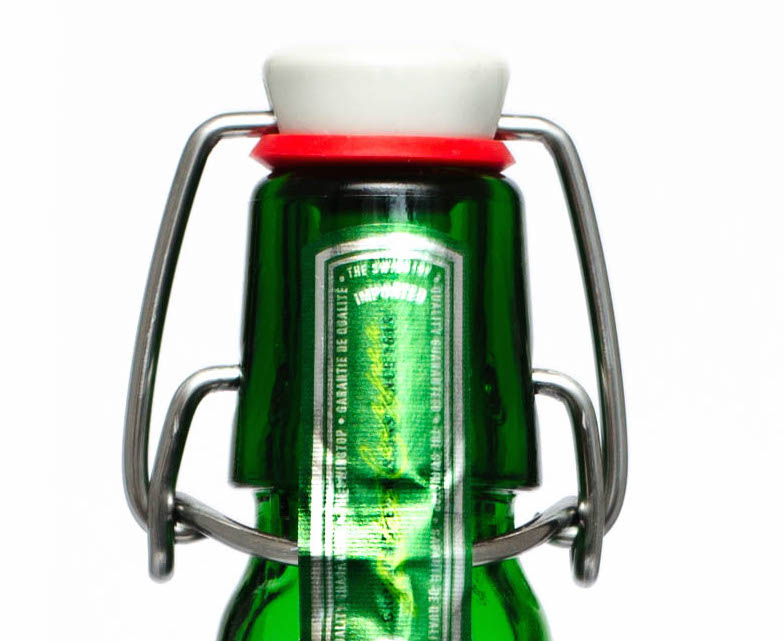
Bügelverschluss einer Bierflasche; als Feder wirkt die Gummidichtung

Spannwerke sind  Getriebe (Mechanismen) mit Federn, die zwei stabile Lagen einnehmen können und ohne Einwirkung äußerer Kräfte einhalten.
Sie lassen sich in zwei Gruppen unterteilen:
- Sperrspannwerke werden zum Übergang in die weniger gespannte Lage ausgelöst durch Lösen des Sperrers; ein Beispiel ist der Kugelschreiber mit Löseknopf. Dagegen werden beim Kugelschreiber mit Druckknopf am freien Ende beide Einstellungen (gespannt, schreibbereit; weniger gespannt, Mine eingezogen) durch wechselweises Drücken herbeigeführt; auch Möbeltür-Druckschnapper werden auf diese Weise betätigt.
- Kippspannwerke werden über eine Getriebeendlage hinaus bis zu einem Anschlag in die gespanntere Lage bewegt. Ein Beispiel ist der Bügelverschluss an älteren Bierflaschen.

Bei den Beispielen Möbeltür-Drücker und Bügelverschluss ist die Kette der Getriebeglieder im Gebrauchszustand mit kleinerer Federspannung geöffnet.